# Tetrastichus abiiarum
Tetrastichus abiiarum är en stekelart som beskrevs av Kostjukov 1978. Tetrastichus abiiarum ingår i släktet Tetrastichus och familjen finglanssteklar.
Artens utbredningsområde är Kazakstan. Inga underarter finns listade i Catalogue of Life.